# Arnutovce
Arnutovce (în maghiară Arnótfalva) este o comună slovacă, aflată în districtul Spišská Nová Ves din regiunea Košice. Localitatea se află la altitudinea de 520 m deasupra n.m., se întinde pe o suprafață de 2,23 km2 și în 2017 număra 793 de locuitori.

## Istoric
Localitatea este atestată documentar din 1317 sub numele de magni Arnoldi.

## Demografie
| An:                | 1994 | 2004    | 2014    | 2024    |
| ------------------ | ---- | ------- | ------- | ------- |
| Număr de persoane: | 456  | 595     | 751     | 867     |
| Diferență:         |      | +30,48% | +26,21% | +15,44% |

| An:                | 2023 | 2024   |
| ------------------ | ---- | ------ |
| Număr de persoane: | 859  | 867    |
| Diferență:         |      | +0,93% |